# جاك كلارك (لاعب كرة قاعدة)
جاك كلارك (بالإنجليزية: Jack Clark) هو لاعب كرة قاعدة أمريكي، ولد في 10 نوفمبر 1955 في نيو برايتون في الولايات المتحدة.

## وصلات خارجية
- جاك كلارك على موقعبيزبول رفرنس.كوم (الدوري الرئيسي) (الإنجليزية)
- جاك كلارك على موقعبيزبول رفرنس.كوم (الدوري الثانوي) (الإنجليزية)
- جاك كلارك على موقع مشجعي الرسوم البيانية (الإنجليزية)